# Hallucinogének
A hallucinogének olyan anyagok, amelyek képesek mélyreható befolyást gyakorolni az egészséges elméjű ember gondolkodására, a környezet objektív észlelésének mechanizmusára, a hangulatra, a viselkedésre, anélkül, hogy jelentős eufóriát, pszichostimulációt vagy depressziót okoznának. A hallucinogén szerek hatása alatt a logikus, észszerű gondolkodás eltorzul, a környezet észlelése megváltozik, az ítélőképesség irracionálissá válik, miközben víziók, álomszerű jelenések színesítik a hatást. Más megfogalmazásban: a hallucinogének az egészséges elmén is képesek létrehozni olyan hatásokat és pszichés jelenségeket, amik hasonlítanak a skizofrénia tüneteihez.

## A hallucinogének terminológiája
Régóta ismertek olyan anyagok, amelyek a nagyagykéreg tevékenységét befolyásolni képesek, megzavarva annak normális működését, miközben akut pszichózishoz hasonló állapotot, úgynevezett hallucinációt válthatnak ki. Ezeket az anyagokat hallucinogén farmakonoknak nevezi az orvostudomány, de a szakirodalom használja a pszichotomimetikum, a pszichodiszleptikum vagy pszichedelikum elnevezést is.
Ami a terminológiát illeti, a hallucinogén elnevezés nem teljesen pontos, mert az ide sorolt farmakonok némelyike a hallucinációs hatások mellett nem elhanyagolható egyéb hatással is rendelkezik. A „pszichotomimetikus” elnevezés arra utal, hogy a szereknek a természetes pszichózisokhoz hasonló tüneti állapotot előidéző (azt utánzó, mímelő) hatásai vannak. A „pszichedelikum” kifejezés onnan ered, hogy a hallucinációt okozó farmakonok rendelkeznek a belelátó és felfedező képességet nagy mértékben növelő, a tudatot kitágító hatással.

## A hallucinogének farmakológiája
Az emberi agy pszichés működésének szabályozásában meghatározó szerepet töltenek be a neurotranszmitterek és azok specifikus kötőhelyei, a receptorok, amelyek meghatározzák az érzelmi, hangulati állapotokat, befolyásolják a kognitív funkciókat. A pszichés működések anatómiailag és fiziológiailag a nagyagykéreghez köthetők, ezért a hallucinogén anyagok támadáspontja (a hatás helye) is ugyanott keresendő. Bár a hallucinogének hatásmechanizmusa egy meglehetősen „agyonkutatott” területe a pszicho-farmakológiának, ennek ellenére még ma sem teljesen világos a hatásmechanizmus minden részlete. A ma leginkább elfogadott felfogás szerint fokozzák a glutamát neurotranszmitter felszabadulását az agykéregben azokon az idegvégződéseken, amelyek a talamuszból érkeznek. Ezzel izgató, úgynevezett excitátoros hatást fejtenek ki a transzmitter felszabadulásának helyén, hallucinációs élményt okozva.
Hallucinációnak nevezi az orvostudomány azt az állapotot, amikor külső ingerek nélkül az agy érzeteket, akár komplex (álomszerű) eseményeket tudatosít. A hallucinációban az ember bármelyik érzékszerve szerepet játszhat (ízlelés, tapintás, hallás, látás, egyensúly-érzékelés).
Valódi hallucinációról beszélünk akkor, ha a személy (beteg) meg van győződve arról, hogy az általa érzékelt (látott, hallott, tapintott, ízlelt stb.) történések a valóság részei és valóban megtörténtek. Valódi hallucinációkkal találkozunk az endogén pszichózis, a skizofrénia tünet-együttesében, ahol a beteg megpróbál kapcsolatot teremteni a látomásával (pl. beszél hozzá). Ezzel szemben a hallucinogén anyagokat élvező szerhasználók többsége tisztában van vele, hogy ezek az érzéki csalódások nem valódiak, és valójában csak a szer hatásaként jönnek létre. Ezt ál-hallucinációnak, illetve a szereket ál-hallucinogéneknek is nevezi a pszichofarmakológia.

A hallucinogén anyagok hatása alatt a szer élvezője gyakran lát Mandelbrot-halmazhoz hasonló, fraktálszerű szín- és formai kavalkádot

A hallucinogének az érzékszerveinkből érkező érzeteket torzítják el úgy, hogy azok akár „keresztezhetik” is egymást. Például a zenét hallgató személy a színek fraktálszerű illúzióját láthatja a szer hatása alatt, amelyben a színkavalkád a zene ritmusának megfelelően változik. A hallucinogének azáltal, hogy elősegítik az agykéregben az izgató hatású glutamát neurotranszmitterek felszabadulását, serkentően hatnak az agykéreg működésére, fantáziadús állapotot hozva létre. Ezzel magyarázható, hogy sok művész a fantáziát serkentő „doppingszerként” alkalmazza a hallucinogéneket, alkotói fantáziájuk kiszélesítése céljából.
A szer hatását, az illúzió mélységét erősen befolyásolja a szerhasználó alaphangulata, a hallucinogén szer alkalmazása előtti pszichés állapot. Előfordulhat, hogy a depresszív lehangoltság a szer hatására tovább fokozódik. Ezért a szerhasználó hangulata „törékeny”, rendkívül labilis, kiszámíthatatlan. A hallucinációs „utazást” erősen befolyásolja, hogy a szerhasználó mennyire és hogyan képes megbirkózni az érzékszervi torzulásokkal. A „kezdő” szerhasználó megrémülhet az érzéki csalódásoktól, azokat veszélyes hallucinációs zajokként éli meg és megpróbál menekülni a kialakult hallucinációs álomvilágból. Megpróbál felébredni, megpróbálja abbahagyni az „utazást”, de a szer okozta helyzet nem álom, amelyből fel lehetne ébredni, ezért az előidézett kábulat kellemetlenebb, mint egy rémálom, és a hatás a szer lebomlásáig megmarad. Mivel a szerek hatása hosszú ideig fennáll, a hallucinációktól az abúzust folytató személy nem tud megszabadulni, ezért könnyen elveszítheti önuralmát, kontrollját az érzéki csalódások felett, és átmeneti időre pszichotikus állapot jöhet létre. Súlyosabb esetekben a szer rejtett, endogén pszichés sérüléseket hozhat felszínre, ami a hatás lecsengése után még napokig pszichotikus problémákat okoz.
A hallucinogénekkel szembeni egyéni érzékenység nagyon elérő. Azoknál a személyeknél, akiknél korábban pszichológiai betegség vagy rendellenesség volt észlelhető, a hallucinogén használata után nagyobb valószínűséggel fejlődik ki elhúzódó elmezavar, amely a szer ismételt használata során súlyosbodik.
A hallucinogén szerek használatának egyik potenciális veszélye az ítélőképesség károsodása. A szer hatása alatt a személy olyan döntéseket hozhat, amely a saját életét is veszélyeztetheti. Mint korábban említésre került, orvosi értelemben a hallucinogén anyagok úgynevezett ál-hallucinációt okoznak, mert a szerhasználó tisztában van vele, hogy amit érzékel, az nem a valóság, hanem az anyag hatása. Ez azonban egy nagyon törékeny állapot, amelyben a személy könnyen elveszítheti a szer fölötti kontrollját, valóságnak felfogva az érzéki csalódásokat. Ebben az esetben az ál-hallucináció közelít vagy átcsap endogén, azaz valódi hallucinációba. Ilyen esetben történhet meg az a tragikus eset, amikor „utazás” közben azt gondolja magáról, hogy képes repülni, és ennek bizonyítására egy magaslatról a mélybe veti magát.

## A hallucinogén intoxikáció tünetei és kezelése
Az orvosi kezelést igénylő hallucinogén intoxikáció akut tünetei:
- az érzéki csalódások, elsősorban látási torzulás, szemkáprázás
- különböző típusú bizarr téveszmék, illúziók, hallucinációk, pszichózis, esetleg agresszió
- szorongás, félelem, pánik
- intenzív verejtékezés
- pupillatágulat, enyhe szimpatikus idegrendszeri tónus
- enyhén gyorsult szívverés[* 3]
- palpitáció[* 4]

A rossz hangulatú kábulatban levő szerhasználót a hallucinogén hatásának lecsengéséig sötét, csendes szoba segítheti az élmény feldolgozásában. A hatás lecsengéséig a helyzetet tovább lehet javítani, ha megnyugtató beszéddel a személyt biztosítják arról, hogy az átélt hallucináció nem valós, az csak a szer hatásának következménye, valamint a bizarr vagy ijesztő tünetek meg fognak szűnni, miután a szer kiürült a szervezetéből. Az akut tünetek általában 8-12 óra hosszat tartanak. Ha a pszichotikus állapot állandósul, a beteg pszichiátriai kezelést igényel. Az akut hatás lezajlása után hallucinózis, depresszió következhet be, amely további kezelést igényelhet.
Hosszan tartó szerhasználat után hallucinózis, depresszió következhet be, amely kezelés nélkül öngyilkossághoz is vezethet. A legtöbb, rendszeres hallucinogén szereket élvező személy azonban sohasem fordul orvoshoz.

## Hallucinogének használata, kontrollja
A hallucinogénekre általában az a jellemző, hogy hivatalosan elfogadott gyógyszerként vagy egyéb terápiás célra nem használatosak. Ezek az anyagok nem rendelkeznek olyan előnyökkel, amelyek a klinikai használatot indokolttá tennék. A hallucinogének, mint visszaélésre alkalmas anyagok, a WHO ellenőrzése alá eső pszichotrop szerek csoportosításában az I. kategóriába tartoznak. Bár az addiktív hatásuk nem jelentős, a legmagasabb kategóriába a kiemelkedő társadalmi veszélyességük miatt lettek besorolva.
Használatuk engedélyezett egyes neurobiológiai vagy farmakológiai laboratóriumokban folyó munkák hatáselemző kísérleteihez, amelyek jellemzően állatkísérletek. A hallucinogénekkel kezelt állatokon is megfigyelhetők szokatlan és patológiás reakciók, a viselkedésükben történt feltűnő változások. Szokatlan testtartást vesznek fel vagy nem ismerik fel a gazdájukat, gondozójukat. Ezek a szerek alkalmasak arra, hogy kísérleti körülmények között az állatokon pszichózis szerű modellállapotot hozzanak létre, amely állapot használható pszichotikus kórképek gyógyításához, használható antipszichotikus hatású szerek fejlesztéséhez.

## Tolerancia, dependencia, utóhatások
A hallucinogénabúzust folytató személynél elég hamar (már 3 nap után) kialakul a szerrel szembeni tolerancia és kereszttolerancia is megfigyelhető.
Például az LSD-élvezők más indolamin származékokkal (pl. pszilocibin) szemben is toleránsokká válhatnak. A tolerancia kialakulása után, ha az abúzust folytató személy hirtelen abbahagyja a szer használatát, általában nem jelentkeznek megvonásos tünetek, dependencia nem alakul ki.
Egyes szerhasználóknál – elsősorban az ismételten vagy tartósan hallucinogéneket, különösen az LSD-t használóknál – az abúzus-szerű élvezetek abbahagyása után úgynevezett bevillanások (flashbacks) jelenhetnek meg, és újabb, rövid idejű hallucinációkat élhetnek át. Ezek a bevillanások nagyon hasonlóak a szer okozta eredeti élményekhez, de általában kevésbé behatóak. A bevillanások a szer abbahagyását követően 6-12 hónap alatt ritkulnak, majd lassan megszűnnek, de ismert olyan eset is, amikor az LSD használatot követő 5 éven át visszatértek. Sok esetben más szerek használata váltja ki és hozza felszínre a bevillanásokat. Ilyen szer lehet a marihuána, amelynek egyszeri használata újra előidézi és gyakoribbá teszi a régi LSD használat már ritkuló bevillanásait. A múltat idéző „flashback” előfordulhat különösebb kiváltó ok nélkül is, de fáradtság vagy megterhelő pszichés esemény, esetleg alkohol fogyasztása is okozhatja.

## A hallucinogén-abúzus legismertebb szerei
Hallucinogénabúzusnak (hallucinogén szerrel való visszaélésnek) nevezik a nem orvosi célú, nem gyógyítás célzatú, önkezű adagolással történő hallucinogén használatot, melynek egyedüli célja a szerhasználó hangulatának, tudatának, pszichés státuszának a befolyásolása. 
Az ide tartozó legismertebb és leggyakrabban használt szerek:
- LSD
- hasis
- kannabisz (marihuána)
- meszkalin
- pszilocibin
- metiléndioxi-metamfetamin (MDMA)
- ketamin
- dinitrogén-oxid
- szalvinorin A
- hallucinogén gombák